# جورج ریچارد مان

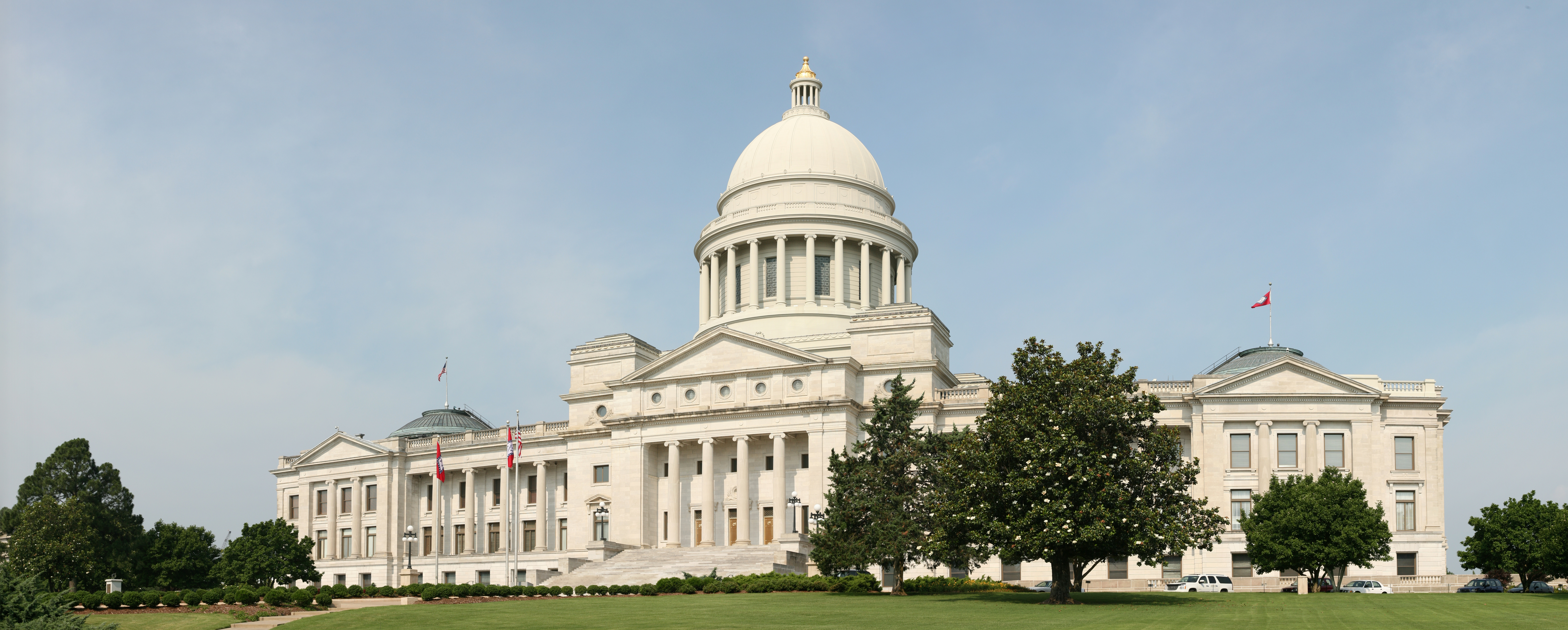
یکی از طرح های معماری جورج ریچارد مان

جورج ریچارد مان (انگلیسی: George R. Mann; ۱۲ ژوئیهٔ ۱۸۵۶ – ۲۰ مارس ۱۹۳۹) معمار اهل ایالات متحده آمریکا بود.